# Distretto di Bou Hanifia
Il distretto di Bou Hanifia è un distretto della Provincia di Mascara, in Algeria.

## Comuni
Il distretto di Bou Hanifia comprende 3 comuni:
- Bou Hanifia
- El Guettana
- Hacine